# Туреччина на літніх Олімпійських іграх 2024
Туреччину на літніх Олімпійських іграх 2024 представляли сто один спортсмен у вісімнадцятьох видах спорту.

## Медалісти
| Медаль | Ім'я                                   | Вид спорту      | Змагання                                 | Дата      |
| ------ | -------------------------------------- | --------------- | ---------------------------------------- | --------- |
| 2      | Юсуф Дікеч Шевваль Ілайда Тархан       | Стрільба        | пневматичний пістолет, 10 метрів (мікст) | 30 липня  |
| 2      | Хатідже Акбаш                          | Бокс            | до 54 кг                                 | 8 серпня  |
| 2      | Бусеназ Чакироглу                      | Бокс            | до 50 кг                                 | 9 серпня  |
| 3      | Мете Газоз Улаш Тюмер Абдулла Їлдирмиш | Стрільба з лука | командна першість                        | 29 липня  |
| 3      | Бусе Тосун                             | Боротьба        | жіноча боротьба, до 68 кг                | 6 серпня  |
| 3      | Есра Їлдиз                             | Бокс            | до 57 кг                                 | 7 серпня  |
| 3      | Таха Акгюль                            | Боротьба        | вільна боротьба, до 125 кг               | 10 серпня |
| 3      | Нафія Куш                              | Тхеквондо       | понад 67 кг                              | 10 серпня |